# Galloway
Pour les articles homonymes, voir Galloway (homonymie).

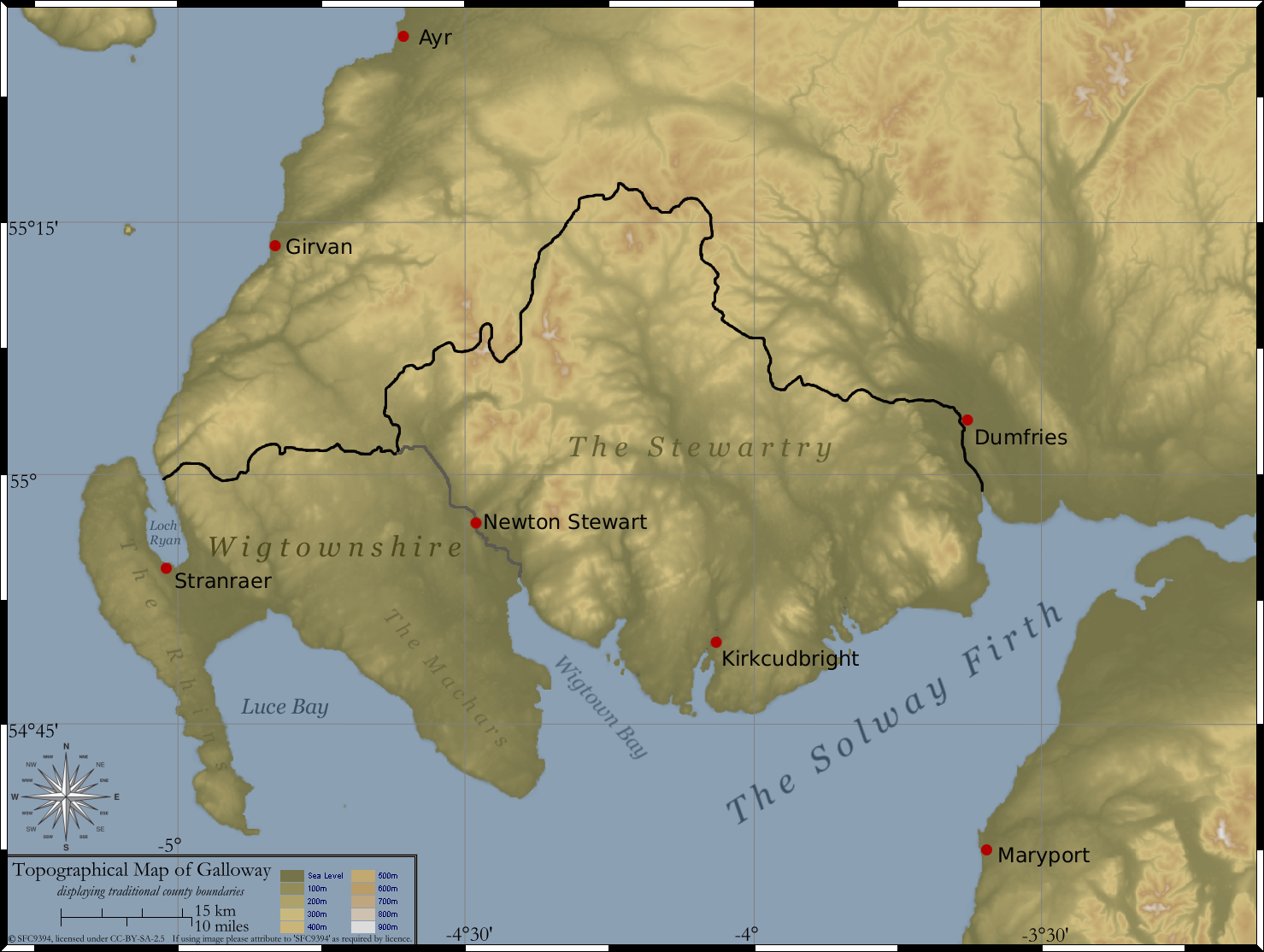
Carte de Galloway et de ses deux comtés.

Galloway (Gall-ghaidhealaibh ou Gallobha en gaélique écossais, Gallowa en scots) désigne aujourd'hui l'ancien comté de Wigtownshire (délimité par la côte à l'ouest, les collines de Galloway au nord, et le fleuve Cree à l'est) et la Stewartry of Kirkcudbright (qui s'étend du Nith au Cree, et est limité également par les collines de Galloway au Nord) dans le sud-ouest de l'Écosse, mais dont la taille a beaucoup varié au cours de l'Histoire. 
Il constitue une partie du council area de Dumfries and Galloway. Ce nom est également donné à une robuste race de bœufs noirs sans cornes, originaire de la région. Galloway a toujours été relativement isolé en raison de ses 250 km de côtes accidentées et de ses vastes collines inhabitées du nord.